# Curphu kolostor
A Curphu kolostor (tibeti: མཚུར་ཕུ་དགོན་པ, kínai: 楚布寺, pinjin: Csupu szi) vagy Tölung Curpu (tibeti: སྟོད་ལུང་མཚུར་ཕུ, „a tölongi Curpa”) egy gompa, amely a tibeti buddhizmus karma kagyü vonal vezetőjének, a karmapának a székhelye. 70 km-re található Lhászától, Gurum településben, a Tibeti Autonóm Terület területén, Kínában.
A kolostor mintegy 4300 méterrel fekszik a tengerszint fölött.
A Curphu kolostor alapterülete 300m², amelyet 4 méter magas fal határol körbe. A gompa hagyományosan a karmapa lámák székhelye. A fő épület eredeti falai 4 méter vastagok voltak és mindkét oldalán 300 méter hosszan futottak. A szerzetesek lakhelye a keleti oldalon volt.

## Története
A Curphu kolostort Tüszum Kjenpa (az 1. karmapa, 1110-1193) alapította 1159-ben. A helyszín kiválasztása után felajánlásokat tett a helyi védőszellemeknek, a dharmapáláknak, és az istenségeknek (tibeti: jul lha). 1189-ben egy újabb látogatása során alapította meg a székhelyét. Az elkészült kolostor mintegy ezer szerzetes befogadására is alkalmas volt.
A komplexumot az 1966-os kulturális forradalom idején teljesen lerombolták. 
Miután Tai Szitu, a dalai láma (Tendzin Gyaco, a 14. dalai láma) és a Kína kormány hivatalnokai felismerték illetve elismerték a 17. karmapát Orgyen Trinli Dordzse (1985-) személyében (ő az egyik jelölt a 17. karmapa címére, a másik Trinli Táje Dordzse), ő került a Curphu kolostor trónjára és hivatalában maradt egészen a 2000-ig, amikor elmenekült Tibetből Indiába.

## Galéria

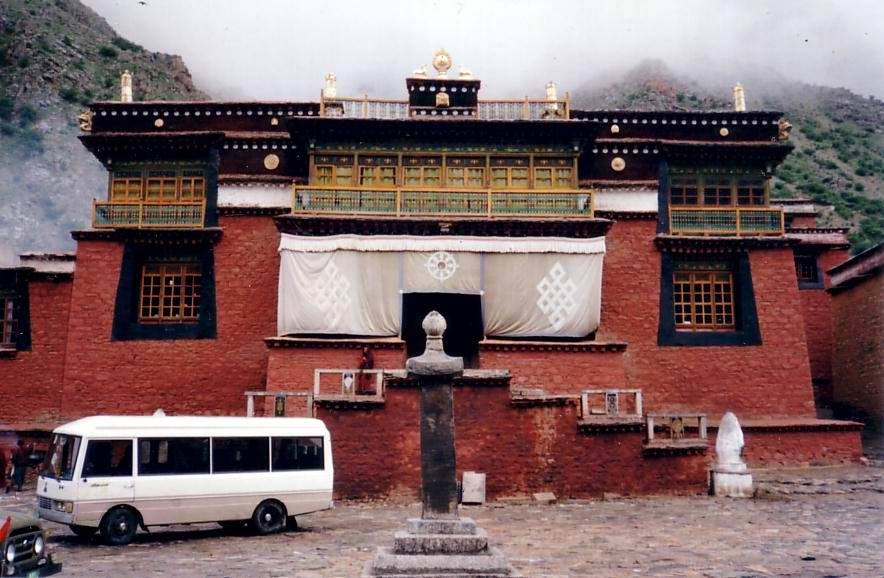
A felújított Curphu kolostor, 1993
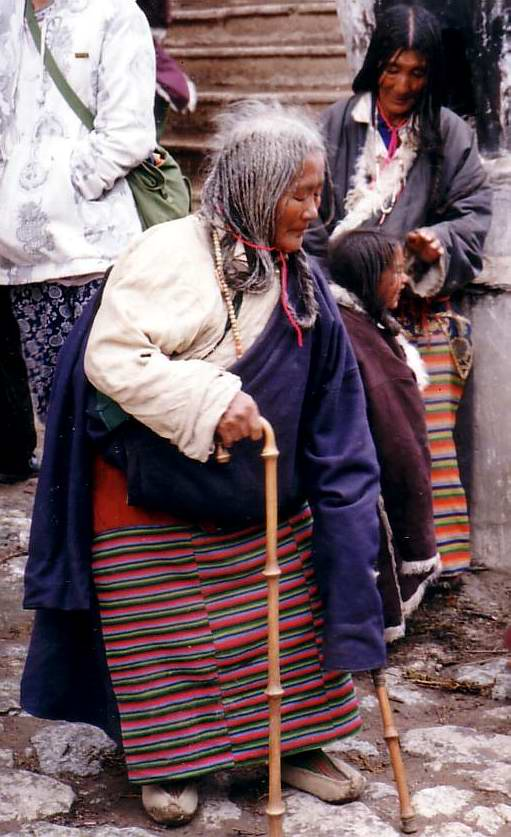
Idős zarándok, Curphu Gompa, 1993
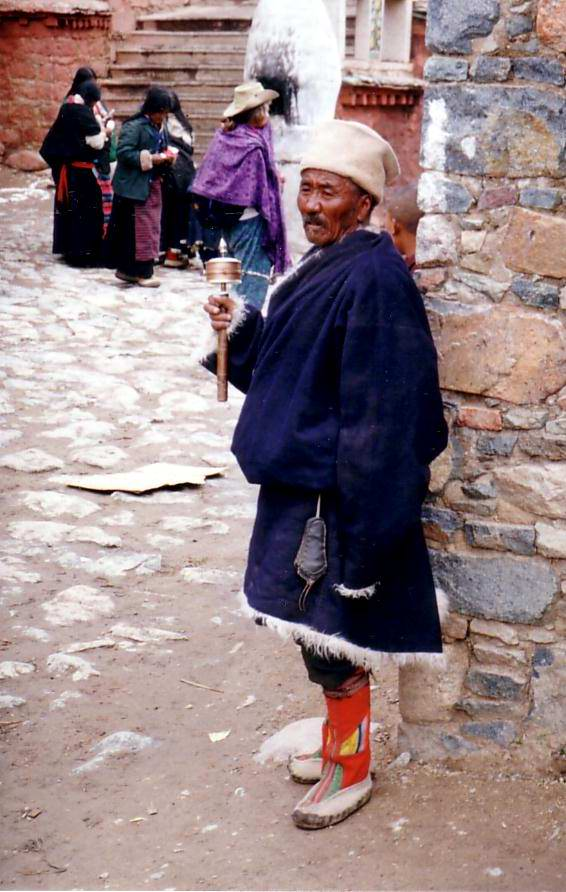
Zarándokok, Curphu Gompa, 1993
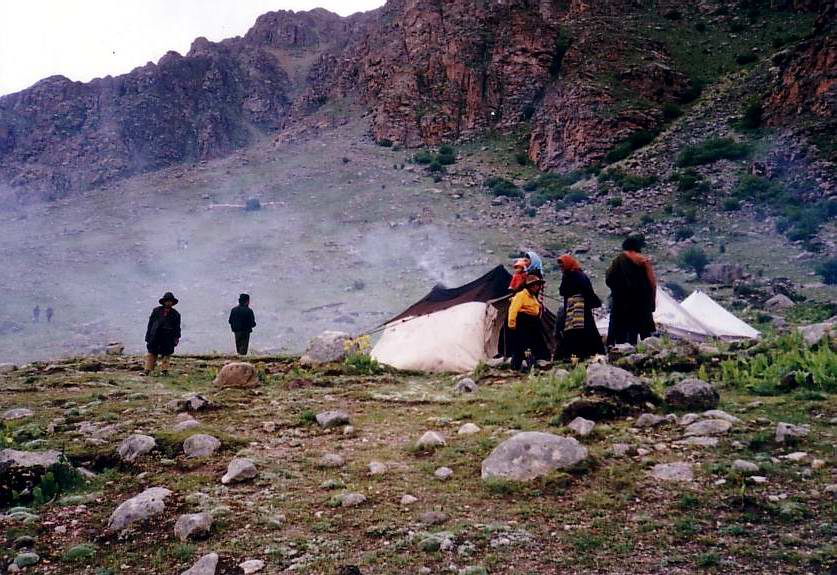
Nomád tábor a Curphu Gompa fölött, 1993. A füst boróka égető szertartásból ered.
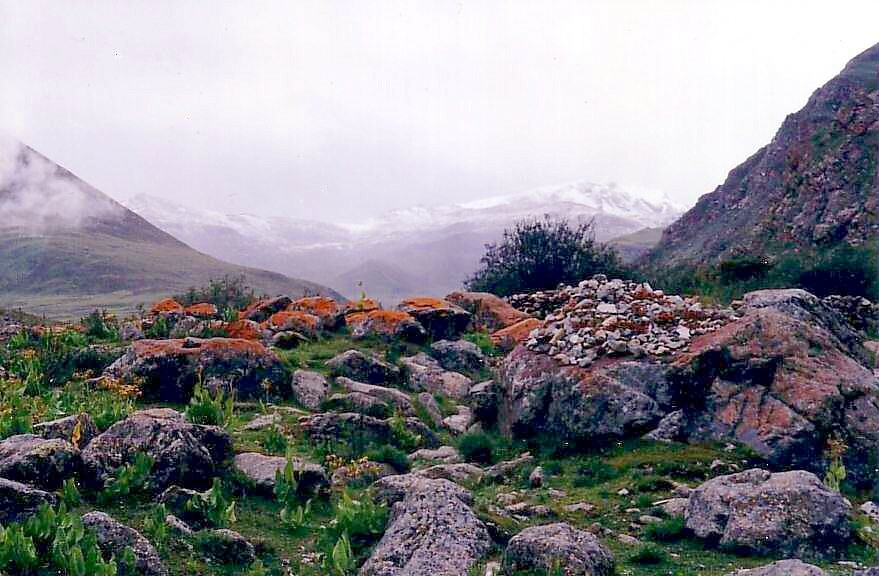
Dovo Lung-völgy, a Curphu Gompa fölött